# Uromyces trifolii
Uromyces trifolii ist eine Ständerpilzart aus der Ordnung der Rostpilze (Pucciniales). Der Pilz ist ein Endoparasit von Weiß-Klee. Symptome des Befalls durch die Art sind Rostflecken und Pusteln auf den Blattoberflächen der Wirtspflanzen. Sie ist in weiten Teilen der Welt verbreitet.

## Merkmale

### Makroskopische Merkmale
Uromyces trifolii ist mit bloßem Auge nur anhand der auf der Oberfläche des Wirtes hervortretenden Sporenlager zu erkennen. Sie wachsen in Nestern, die als gelbliche bis braune Flecken und Pusteln auf den Blattoberflächen erscheinen.

### Mikroskopische Merkmale
Das Myzel von Uromyces trifolii wächst wie bei allen Puccinia-Arten interzellulär und bildet Saugfäden, die in das Speichergewebe des Wirtes wachsen. Die Spermogonien und Aecien der Art sind unbekannt. Gleiches gilt für ihre Uredien, möglicherweise werden sie nicht ausgebildet. Die entlang der Blattadern und Stängel der Wirtsblätter wachsenden Telien der Art sind schokoladenbraun, pulverig und unbedeckt. Die klar kastanienbraunen Teliosporen sind einzellig, in der Regel eiförmig bis kugelig, leicht warzig und meist 22–27 × 17–20 µm groß. Ihre Stiele sind farblos.

## Verbreitung
Das bekannte Verbreitungsgebiet von Uromyces trifolii umfasst die Holarktis, die Neotropis und Neuseeland.

## Ökologie
Die Wirtspflanze von Uromyces trifolii ist Weiß-Klee (Trifolium repens). Der Pilz ernährt sich von den im Speichergewebe der Pflanzen vorhandenen Nährstoffen, seine Sporenlager brechen später durch die Blattoberfläche und setzen Sporen frei. Die Art durchläuft einen wahrscheinlich mikrozyklischen Entwicklungszyklus, von dem bisher nur die Telien sowie deren Wirt bekannt sind. Ob sie einen Wirtswechsel vollzieht, lässt sich daher nicht sagen.